# Compañía de Industrias Agrícolas
La Compañía de Industrias Agrícolas (CIA) fue una empresa española perteneciente a la industria de la alimentación que estaba especializada en la producción de azúcar y derivados, utilizando como materia prima fundamental, la remolacha. En 1990 se fusionó con otra empresa, unión de la cual nació Ebro Agrícolas, Compañía de Alimentación.

## Historia
La empresa fue creada en agosto de 1911 con el objetivo de producir azúcar y derivados, contando con un capital fundacional de dos millones de pesetas. En su constitución participaron varios empresarios catalanes, de entre los cuales sobresaldría Josep Suñol Casanovas. A lo largo de su historia controló varias plantas en Aragón, como la del Jalón (Épila) o la del Jiloca (Santa Eulalia del Campo). La Compañía de Industrias Agrícolas llegó a ser una de las principales empresas azucareras del país, coexistiendo de forma «pacífica» con otras grandes del sector, como la Sociedad General Azucarera Española.

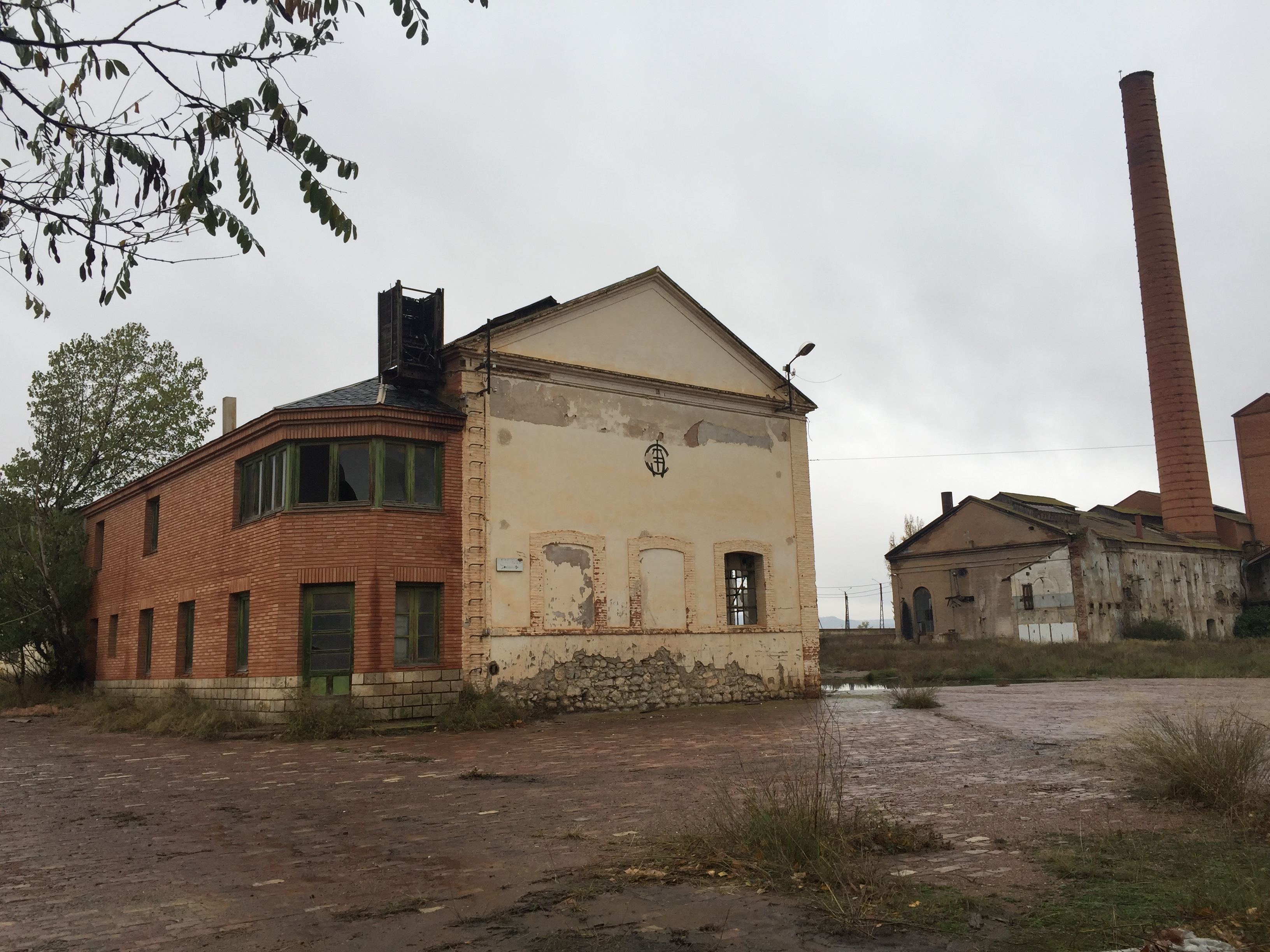
Antiguas instalaciones de la Azucarera del Jiloca en Santa Eulalia del Campo (Teruel)

En 1990 se fusionó con la sociedad «Ebro», dando lugar a la nueva Ebro Agrícolas, Compañía de Alimentación.